# Batalla de Kumegawa
La batalla de Kumegawa (久米川の戦い, Kumegawa no tatakai) del 12 de març de 1333 va formar part de la decisiva campanya de Kōzuke-Musashi durant la guerra de Genkō al Japó que finalment va acabar amb el shogunat de Kamakura.

## Situació
El camp de batalla es considerava estratègicament important perquè es trobava a l'antic camí que unia la capital provincial de la província de Musashi amb la capital de la província de Kōzuke i també era el punt mitjà entre els rius Iruma i Tama.

## Batalla
A l'alba del 12 de maig, les forces imperials van avançar cap a la posició de les forces del shogunat al riu Kume (久米川, Kumegawa) a través de la carretera Kamakura Kaidō. Com que la batalla del dia anterior a Kotesashi va ser indecisa, ambdós bàndols havien esperat que la batalla continués. El camp de batalla escollit va ser una plana travessada per petits rius i vorejada per carenes baixes. La geografia va donar marge als guerrers muntats per maniobrar amb els seus comandants amb vista a la batalla des de les carenes circumdants.
El Taiheiki narra els esdeveniments. Les forces del shogunat van formar una gran massa amb la intenció d'englobar les forces imperials. Les forces imperials van formar una falca per protegir el seu centre. Com que cap dels dos bàndols va aconseguir un avantatge immediat, la batalla va continuar fins que les pèrdues van forçar les forces del Shōgun a retirar-se. Les pèrdues es van informar com relativament lleugeres per a les forces imperials, però pesades per a les del Shōgun.

## Resultat
El resultat va ser una victòria de les forces imperials; després de dos dies de lluita intensa. Les forces del shogunat es van retirar cap al sud a Bubaigawara per esperar reforços.

## Conseqüències
Els dos exèrcits van tornar a lluitar tres dies després a Bubaigawara i Sekido. En menys d'una setmana, Nitta va liderar les forces imperials 50 quilòmetres al sud i finalment va eliminar les forces del shōgun durant el setge de Kamakura.